# Trichodiadema orientale
Trichodiadema orientale är en isörtsväxtart som beskrevs av L. Bol. Trichodiadema orientale ingår i släktet Trichodiadema och familjen isörtsväxter. Inga underarter finns listade i Catalogue of Life.